# БТР-7
БТР-70Ди— украинский вариант комплексной модернизации советского бронетранспортёра БТР-70.

## История
Демонстрационный образец БТР-70Ди был разработан в инициативном порядке на государственном предприятии «Николаевский ремонтно-механический завод» и 27-30 сентября 2005 года - представлен на выставке "Оружие и безопасность-2005" в Киеве.
Содержание программы модернизации было утверждено приказом заместителя министра обороны Украины № 159/1 от 26 января 2006 г..
В 2007 году БТР-70ДИ вышел на этап государственных испытаний.
В мае 2007 года завод заключил комиссионный договор с ГК "Укрспецэкспорт" на изготовление 60 БТР-70Ди для Грузии, но этот контракт остался не выполнен по форс-мажорным обстоятельствам (в июне 2012 году между заводом и ГК "Укрспецэкспорт" было подписано дополнительное соглашение о прекращении обязательств по ранее заключённому договору, а в октябре 2015 года хозяйственный суд Николаевской области обязал завод возвратить денежные средства за невыполненный контракт).
11 февраля 2008 года модернизация БТР-70 была запатентована. Разработка БТР была завершена в мае 2009 года.
В начале 2011 года Николаевский завод выиграл тендер на поставку 13 бронетранспортёров вооружённым силам Украины. Кроме того, в 2011 году эти бронетранспортёры были предложены на экспорт в ОАЭ.
В период с 2009 до начала 2012 года было выпущено 13 бронетранспортёров БТР-70ДИ и две командно-штабные машины БТР-70Ди-02 «Свитязь».
По состоянию на начало декабря 2012 года, БТР-70ДИ не находились на вооружении украинской армии, однако вопрос о их принятии на вооружение находился на рассмотрении.
В конце ноября 2013 года было объявлено о намерении продолжить модернизацию бронетранспортёра (который предполагалось дополнительно оснастить системой дистанционного пуска двигателя, тепловизорами для водителя и пулемётчика, прибором спутниковой навигации и парктроником).
В июле 2014 года директор Николаевского бронетанкового завода А. Швец сообщил, что стоимость производства одного БТР-70Ди составляет 3 млн. гривен (в четыре раза дешевле, чем стоимость одного БТР-4).
В 2018 году началось переоборудование бронетранспортёров БТР-70 в БТР-70ДИ для вооружённых сил Украины. 26 июля 2019 года стало известно, что Николаевский бронетанковый завод продолжает работы по переоборудованию БТР-70 в БТР-70ДИ, при этом общая продолжительность ремонта и последующей модернизации одного БТР-70 до уровня БТР-70ДИ занимает 28 дней.

## Конструкция

### Броневой корпус и башня
Корпус бронетранспортёра полностью герметичен, он сделан из стальных броневых листов и является несущей конструкцией, на которой установлены все агрегаты и механизмы машины. Люки для высадки десанта переработаны по образцу БТР-80.
По сравнению с БТР-70, защита БТР-70ДИ существенно усилена:
- БТР имеет усиленную противоминную защиту класса 3А и 3В по классификации НАТО - установлены противоминные сиденья, для защиты от осколков броня изнутри усилена кевларом[1]
- установлен комплекс активной защиты «Заслон»[17]

### Вооружение
На бронетранспортёр может быть установлено:
- боевое отделение БУГ, стабилизированное в двух плоскостях[18], базовое вооружение которого состоит из:

- 14,5-мм пулемёта КПВТ (500 патронов);
- 7,62-мм пулемёта ПКТ (1500 патронов);
- 30-мм автоматического гранатомёта АГС-17 (87 выстрелов);
- двух 130-мм ПТРК «Барьер» (4 ПТУР)

- боевой модуль "Ингул" (30-мм автоматическая пушка ЗТМ-2 и система постановки дымовой завесы "Туча")[20]

### Средства наблюдения и связи
На БТР-70ДИ установлен телевизионный, комбинированный дневной и ночной прицел с лазерным дальномером, и система панорамного обзора «Панорама».

### Силовая установка и ходовая часть
БТР-70ДИ оснащён двумя двигателями IVECO в сборе со сцеплением, механической шестиступенчатой коробкой передач и коробкой отбора мощности на лебёдку и водомётный движитель. Также установлены новые элементы снабжения двигателя топливом.
Ходовая часть колёсная, имеет 8 колёс размером 9—18" с разъёмными ободами. Подвеска машины независимая.

### Дополнительное оборудование
БТР имеет систему защиты от оружия массового поражения, оборудован автоматической системой пожаротушения и кондиционером.

## Варианты и модификации
- БТР-70Ди[2], он же БТР-7 «Захисник»
- БТР-70Ди-02 «Свитязь» — командно-штабная машина на шасси БТР-70ДИ[21]. Изготовление первой машины было завершено к началу июня 2012 года[22]. В ходе испытаний, в конструкцию машины вносили изменения, 23 марта 2015 года был представлен модернизированный образец (с усиленной защитой экипажа и возможностью использовать WiMAX и WiFi)[23]
- БТР-70ДиП — полицейский вариант БТР-70ДИ, оборудованный решётчатым отвалом, телевидеосистемой, громкоговорителем, водомётом и установкой для отстрела гранат «Терен-6» со слезоточивым газом[24]
- БТР-70СМ, он же БММ-70 «Ковчег» — бронированная медицинская машина на базе БТР-70ДИ
- БРЭМ-7К, он же БРЕМ-2000 — бронированная ремонтно-эвакуационная машина на базе БТР-70ДИ

## На вооружении
- Украина:

- БТР-70ДИ и БТР-7 - по состоянию на начало марта 2014 года, некоторое количество БТР-70ДИ имелось на вооружении украинской армии; в апреле 2014 года было объявлено о намерении передать один БТР-70ДИ Национальной гвардии Украины.